# Paramystaria variabilis
Paramystaria variabilis là một loài nhện trong họ Thomisidae.
Loài này thuộc chi Paramystaria. Paramystaria variabilis được Roger de Lessert miêu tả năm 1919.